# Ел Капитан (Сан Херонимо Тавиче)
Ел Капитан (шп. El Capitán) насеље је у Мексику у савезној држави Оахака у општини Сан Херонимо Тавиче. Насеље се налази на надморској висини од 1700 м.

## Становништво
Према подацима из 2005. године у насељу је живело 6 становника.

### Хронологија
| Година       | 2000 | 2005 |
| ------------ | ---- | ---- |
| Становништво | 11   | 6    |

### Попис
| # | Индикатор                        | Вредност |
| - | -------------------------------- | -------- |
| 1 | Укупно појединачних домаћинстава | 1        |